# Berend Weijs
Berend Weijs (Amsterdam, 15 december 1988) is een Nederlands voormalig basketballer.

## Carrière
Weijs is al een tijdje bekend in de hoofdstad. Hij kwam in het seizoen 2007-2008 al uit voor de jeugd van MyGuide Amsterdam. Van 2008 tot 2012 speelde Weijs in de Verenigde Staten in de NCAA, twee seizoenen voor Harcum en hiernaast twee voor Maryland. Hierna keerde hij terug naar Nederland om te gaan spelen voor BC Apollo in de Dutch Basketball League. In zijn eerste twee seizoenen maakte Weijs indruk, beide jaren was hij de beste shotblocker in de competitie. In augustus 2014 tekende Weijs bij het Promotiedivisie-team Landslake Lions, waarmee hij in 2017 kampioen van Nederland werd. In seizoen 2017-2018 besloot Weijs terug te keren in de DBL, en opnieuw naar Apollo te gaan.
Na het seizoen 2019-20 stopte Weijs.

## Erelijst
Nederland
- Landskampioen (2012)
- 1x DBL Rookie of the Year (2013)
- 4x DBL lijstaanvoerder blocks (2013, 2014, 2018, 2019)
- Landskampioen (2017)
- DBL Best defensive center of the year (2019)

## Statistieken
| Jaar    | Team      | GS | MPW  | 2P%  | 3P%  | VW%  | RPW | APW | SPW | BPW | PPW  |
| ------- | --------- | -- | ---- | ---- | ---- | ---- | --- | --- | --- | --- | ---- |
| 2012–13 | Amsterdam | 36 | 27.9 | .537 | .300 | .582 | 6.1 | 1.6 | 0.6 | 2.7 | 11.1 |
| 2013–14 | Amsterdam | 36 | 29.5 | .452 | .250 | .567 | 5.9 | 1.5 | 0.7 | 2.0 | 8.9  |
| 2017–18 | Amsterdam | 31 | 26.9 | .524 | .311 | .691 | 6.0 | 1.2 | 0.6 | 1.2 | 10.9 |
| 2018–19 | Amsterdam | 37 | 31.0 | .534 | .388 | .663 | 7.0 | 2.2 | 0.7 | 2.0 | 12.0 |

|  | Lijstaanvoerder |